# П'єр Сарр Н'Джі
П'єр Сарр Н'Джі (англ. Pierre Sarr N'Jie; нар. 17 липня 1909, Банжул — пом. 11 грудня 1993) — гамбійський державний та політичний діяч, прем'єр-міністр Гамбії з березня 1961 до 12 червня 1962 року.